# Біцвіль
Біцвіль (нім. Biezwil) — громада  в Швейцарії в кантоні Золотурн, округ Бухеггберг.

## Географія
Громада розташована на відстані близько 19 км на північ від Берна, 14 км на південний захід від Золотурна.
Біцвіль має площу 4,2 км², з яких на 6,7% дозволяється будівництво (житлове та будівництво доріг), 51,8% використовуються в сільськогосподарських цілях, 41,4% зайнято лісами, 0% не є продуктивними (річки, льодовики або гори).

## Демографія
2019 року в громаді мешкало 327 осіб (+0,3% порівняно з 2010 роком), іноземців було 6,1%. Густота населення становила 79 осіб/км².
За віковим діапазоном населення розподілялося таким чином: 20,5% — особи молодші 20 років, 57,5% — особи у віці 20—64 років, 22% — особи у віці 65 років та старші. Було 138 помешкань (у середньому 2,3 особи в помешканні).
Із загальної кількості 82 працюючих 30 було зайнятих в первинному секторі, 26 — в обробній промисловості, 26 — в галузі послуг.